# Семенюк, Эдуард Павлович
Эдуард Павлович Семенюк (род. 1935) — советский и украинский учёный и педагог, доктор философских наук, профессор, заведующий кафедрой философии Национального лесотехнического университета Украины.
Круг научных интересов — философия и методология современной науки, проблема информации в обществе и науке, информатика и информационная культура личности и общества, философия устойчивого развития и глобализации.

## Биография
Родился 10 июня 1935 г. в г. Жмеринке — районном центре Винницкой области в семье служащего.
После окончания средней школы в 1952 г. вступил на радиотехнический факультет Львовского политехнического института, который закончил 1957 г.
Работал инженером-технологом сборочного цеха завода п/я 49 (позже завод «Львовприбор»). 1958—1960 гг. — служил в ВС СССР. После демобилизации работал в КБ «Термоприбор»: инженер-конструктор (1960—1961), ведущий инженер (1963—1967). В 1961—1963 гг. — инженер, а потом старший инженер военного представительства № 1129 Министерства оборони СССР.
1963 г. вступил на вечернее отделение факультета иностранных языков Львовского государственного университета им. Ивана Франка, которое окончил 1969 г.

## Научная и преподавательская деятельность
1967—1970 гг. обучался в аспирантуре при Львовском университете.
1970 г. в там же защитил диссертационную работу «Философские проблемы интеграционного подхода к научному познанию» на соискание учёной степени кандидата философских наук.
Оставлен на роботу на кафедре философии университета, где работал: ассистентом (1970—1971), старшим преподавателем (1971—1972), доцентом (1972—1977).
1976 г. ВАК утвердил Э. П. Семенюка в учёном звании доцента по кафедре философии.
1979 г. в Институте философии АН СССР защитил диссертационную роботу «Методологические аспекты становления общенаучных категорий и подходов к познанию» на соискание учёной степени доктора философских наук.
Работал в Институте общественных наук АН УССР (теперь Институт украиноведения им. И. П. Крипякевича НАН Украины): старшим научным сотрудником (1981—1986), ведущим научным сотрудником (1986—1988).
1986 г. президиум АН СССР утвердил Э. П. Семенюка в учёном звании старшого научного сотрудника по специальности «Диалектический и исторический материализм».
1988—1992 гг. — заведовал кафедрой философии и политической экономии Украинского полиграфического института им. Ивана Фёдорова.
1989 г. ВАК утвердил Э. П. Семенюка в учёном звании профессора по кафедре философии и политической экономии.
1992—1993 гг. работал профессором кафедры философии Дрогобычского государственного педагогического института им. Ивана Франка.
С 1993 г. — заведующий кафедрой философии Украинского государственного лесотехнического института (теперь Национальный лесотехнический университет Украины).

## Научные достижения
Автор более трёхсот научных и научно-методических работ. Ряд работ опубликовано в зарубежных изданиях — на английском, немецком, французском, испанском, румынском и других языках. На русском языке вышли его книги «Общенаучные категории и подходы к познанию. Философский анализ» (1978), «Категории современной науки. Становление и развитие» (1984), «Технические науки и интегративные процессы. Философские аспекты» (1987), «Информационный подход к познанию действительности» (1988), «Информатика: достижения, перспективы, возможности» (1988), «Информатика и современный мир. Философские аспекты» (2009).
Член редколлегий ряда научных изданий, в том числе первой серии сборника «Научно-техническая информация» (Москва, ВИНИТИ РАН).